# Lucille Watahomigie
Lucille Watahomigie (nascuda el 1945 a Valentine (Arizona)) és una pedagoga i lingüista hualapai i parlant nadiua del hualapai. Després de rebre el graduat en educació primària a la Universitat del Nord d'Arizona va tornar a la comunitat hualapai de Peach Springs i va treballar com a mestra a l'Escola de Peach Springs. Va rebre el seu títol de mestra en la Universitat d'Arizona, on va treballar com a professora durant tres anys abans de tornar a la Nació Hualapai el 1975 per fundar el programa d'educació bilingüe i bicultural hualapai en resposta a la demanda de la comunitat. En 1982 va ser coautora de la primera gramàtica completa de referència en la seva llengua, "Hualapai Reference Grammar", així com un diccionari, i fou instrumental en el desenvolupament d'una ortografia pràctica per al hualapai. En 1987 va fundar l'American Indian Language Development Institute a la Universitat d'Arizona, resultant en la formació lingüística de molts educadors d'idiomes indígenes i en promoure el desenvolupament i revitalització dels idiomes natius a Arizona i arreu dels Estats Units. També ha impartit classes a l'institut des dels seus inicis i hi segueix ensenyant regularment. Algunes de les seves altres obres publicades inclouen Spirit Mountain: A Yuman Anthology, de la que en va ser redactora, així com obres sobre l'educació bilingüe, etnobotànica, l'educació, la lingüística i la revitalització de la llengua.